# Односторонняя скорость света
Односторонняя скорость света — скорость света по прямой (без отражений) от источника до приёмника, которые используют разные часы. При использовании термина «скорость света» иногда бывает необходимо провести различие между его односторонней скоростью и скоростью в двух направлениях. Односторонняя скорость света от источника до приёмника не может быть измерена независимо от соглашения о том, как синхронизированы часы у источника и приёмника. Однако экспериментально можно измерить скорость «туда и обратно» (или двухстороннюю скорость света), когда источник и приёмник работают в одинаковых условиях с одними и теми же часами. Это может быть путь от источника до другого приёмника, который тут же посылает сигнал обратно, или от источника до зеркала и обратно. Альберт Эйнштейн выбрал такое соглашение о синхронизации (см. Синхронизация Эйнштейна), что сделало одностороннюю скорость равной двусторонней скорости. Постоянство односторонней скорости в любой заданной инерциальной системе лежит в основе его специальной теории относительности, хотя все экспериментально проверяемые предсказания этой теории не зависят от этого соглашения.
Все эксперименты, которые пытались напрямую измерить одностороннюю скорость света, не зависящую от синхронизации, были безуспешны.
Эти эксперименты непосредственно устанавливают, что синхронизация медленным переносом часов эквивалентна синхронизации Эйнштейна, что является важной особенностью специальной теории относительности. Хотя эти эксперименты непосредственно не устанавливают изотропность односторонней скорости света, поскольку было показано, что медленный перенос часов, законы движения Ньютона и инерциальные системы отсчёта уже содержат в себе предположение об изотропной односторонней скорости света. В целом было показано, что эти эксперименты согласуются с анизотропной односторонней скоростью света, если двусторонняя скорость света изотропна.
«Скорость света» в этой статье относится к скорости всего электромагнитного излучения в вакууме

## Двусторонняя скорость

Путь света в двух направлениях — Интерферометр Майкельсона.

Двусторонняя скорость света — это средняя скорость света от одной точки, например источника, до зеркала и обратно. Поскольку свет стартует и финиширует в одном месте, для измерения общего времени требуется только единственные часы, поэтому эта скорость может быть экспериментально определена независимо от любой схемы синхронизации часов. Любое измерение, в котором свет проходит замкнутый путь, считается двухсторонним измерением скорости.
Многие эксперименты специальной теории относительности, такие как эксперимент Майкельсона-Морли и опыт Кеннеди — Торндайка, в жёстких пределах показали, что в инерциальной системе двусторонняя скорость света изотропна и независима от рассматриваемого замкнутого пути. Изотропные эксперименты типа Майкельсона-Морли не используют внешние часы для непосредственного измерения скорости света, а скорее сравнивают две внутренние частоты или двое часов. Поэтому такие эксперименты иногда называют «экспериментами по анизотропии часов», так как каждое плечо интерферометра Майкельсона можно рассматривать как световые часы, имеющие определённую скорость (темп) хода, зависимую от ориентации.
С 1983 года метр был «определён» как расстояние, пройденное светом в вакууме за 1⁄299,792,458 секунды. Это означает, что скорость света больше не может быть экспериментально измерена в единицах СИ, но длину метра можно сравнить экспериментально с некоторыми другими стандартами длины.

## Односторонняя скорость

Путь света в одном направлении — Аберрация света.

Хотя средняя скорость по двухсторонней траектории может быть измерена, односторонняя скорость в одном или другом направлении не определена (а не просто неизвестна), пока не определено, что такое «одно и то же время» в двух разных местах. Чтобы измерить время прохождения света от одного места к другому, необходимо знать время старта и финиша, измеренное в одной и той же шкале времени. Для этого требуются либо двое синхронизированных часов, одни в начале и одни в конце пути, либо наличие способа доставки сигнала мгновенно от старта к финишу. Но мгновенные способы передачи информации отсутствуют. Таким образом измеренное значение средней односторонней скорости зависит от метода, используемого для синхронизации часов в точках старта и финиша, и является вопросом соглашения. Преобразования Лоренца определены таким образом, что односторонняя скорость света будет измеряться независимо от выбранной инерциальной системы отсчёта.
Некоторые авторы, такие как Mansouri and Sexl (1977), а также Клиффорд Уилл (1992) утверждали, что эта проблема не влияет на измерение изотропии односторонней скорости света, например, из-за зависимых от направления изменений относительно выделенной (эфирной) системы отсчёта Σ. Они основывали свой анализ на конкретной интерпретации RMS теории в отношении экспериментов, в которых свет следует по однонаправленному пути и медленного переноса часов. Уилл соглашался, что невозможно измерить скорость в одностороннем направлении между двумя часами с использованием метода время-полета без схемы синхронизации, хотя он утверждал: "" … результаты проверки изотропии скорости света между двумя часами, из-за изменения ориентации пути распространения относительно Σ, не должны зависеть от того, как они были синхронизированы … ". Он добавлял, что теории эфира могут быть согласованы с относительностью только введением гипотезы ad hoc. В более поздних работах (2005, 2006) Уилл будет ссылаться на эти эксперименты как на измерение «изотропии скорости света с использованием одностороннего распространения».
Тем не менее, другие, такие как Чжан (1995, 1997) и Андерсон 'и др.'. (1998) показали, что эта интерпретация неверна. Например, Андерсон и др. отметили, что соглашение об одновременности уже должно рассматриваться в выделенной системе отсчёта, поэтому все предположения относительно изотропии односторонней скорости света и других скоростей в этой системе также вопрос соглашения. Поэтому RMS остаётся полезной проверочной теорией для анализа лоренц-инвариантности и двухсторонней скорости света, но не односторонней скорости света. Они пришли к выводу: « … нельзя надеяться даже на проверку изотропии скорости света без того, чтобы в ходе того же эксперимента получить, по крайней мере, одностороннее численное значение, которое бы противоречило соглашению о синхронности.» Используя обобщения преобразований Лоренца с анизотропными односторонними скоростями, Чжан и Андерсон указали, что все события и экспериментальные результаты, совместимые с преобразованиями Лоренца и изотропной односторонней скоростью света, также должны быть совместимы с преобразованиями, сохраняющими постоянство и изотропность двухсторонней скорости света, и разрешающими анизотропные односторонние скорости.

## Соглашения о синхронизации
Способ синхронизации удалённых часов может влиять на все измерения времени, связанные с расстоянием, например, измерения скорости или ускорения. В экспериментах по изотропии соглашения об одновременности часто не указаны явно, но неявно присутствуют в определении координат или в законах физики.

### Синхронизация методом Эйнштейна
Этот метод синхронизирует удалённые часы таким образом, что односторонняя скорость света становится равной двусторонней. Если сигнал, отправленный из A в момент времени {\displaystyle t_{1}}, прибывает в B в момент времени {\displaystyle t_{2}} и возвращается к A в момент времени {\displaystyle t_{3}}, тогда применяется следующее соглашение:
{\displaystyle t_{2}=t_{1}+{\tfrac {1}{2}}\left(t_{3}-t_{1}\right)}.

### Медленный перенос часов
Легко продемонстрировать, что если двое часов находятся рядом и синхронизированы, а затем одни часы быстро удаляют и снова возвращают, то эти двое часов больше не будут синхронизированны из-за замедления времени. Это было проверено во множестве экспериментов и связано с парадоксом близнецов.
Однако, если одни часы медленно переместить в системе отсчёта S и вернуть обратно к первым, то они останутся практически синхронны по возвращении. Часы могут оставаться синхронизированными с произвольной точностью, если их перемещать достаточно медленно. Если принять, что при медленном переносе часы всегда остаются синхронизированными, даже если они разделены, этот метод можно использовать для синхронизации двух пространственно разделённых часов. В пределе, когда скорость переноса стремится к нулю, этот метод экспериментально и теоретически эквивалентен синхронизации по Эйнштейну. Хотя влиянием замедления времени на эти часы нельзя пренебрегать при анализе в другой движущейся системе отсчёта S', это объясняет, почему часы остаются синхронизированными в S, тогда как они не синхронизированны в системе отсчёта S', демонстрируя относительность одновременности в соответствии с синхронизацией Эйнштейна. Поэтому, проверка эквивалентности между этими схемами синхронизации часов важна для специальной теории относительности, а некоторые эксперименты, в которых свет следует по однонаправленному пути, доказали эту эквивалентность с высокой точностью.

### Нестандартная синхронизация
Как продемонстрировали Ханс Райхенбах и Адольф Грюнбаум, синхронизация по Эйнштейну является лишь частным случаем более общего случая синхронизации, который оставляет двустороннюю скорость света инвариантной, но допускает разные односторонние скорости. В общем случае формула синхронизации по Эйнштейну изменяется путём замены ½ на ε:
{\displaystyle t_{2}=t_{1}+\varepsilon \left(t_{3}-t_{1}\right).}
ε может иметь значения от 0 до 1. Было показано, что эта схема может быть использована для наблюдательно эквивалентных переформулировок преобразования Лоренца, см. Обобщения преобразований Лоренца с анизотропными односторонними скоростями.
В соответствии с экспериментально подтверждённой эквивалентностью между синхронизацией Эйнштейна и медленным переносом часов, которая требует знания замедления времени движущихся часов, нестандартные синхронизации также должны влиять на замедление времени. Действительно, было показано, что замедление времени движущихся часов зависит от соглашения об односторонних скоростях, используемых в его формуле. То есть замедление времени может быть измерено путём синхронизации двух стационарных часов A и B, и сравнения с ними показаний движущихся часов C. Изменение соглашения синхронизации для A и B делает замедление времени (как и односторонней скорости света) зависимым от направления. Эта же договорённость также относится к влиянию замедления времени на эффект Доплера. Только тогда, когда замедление времени измеряется на замкнутых путях, оно не является договорным и может быть однозначно измерено как и двусторонняя скорость света. Замедление времени на замкнутых путях измерялось в эксперименте Хафеле-Китинга и в экспериментах по замедлению времени движущихся частиц, таких как Бэйли и др (Bailey et al).(1977).
Таким образом, так называемый парадокс близнецов происходит во всех преобразованиях, сохраняющих постоянство двусторонней скорости света.

## Инерциальные системы отсчёта и динамика
Были возражения против соглашения об односторонней скорости света, что это понятие тесно связано с динамикой, законами Ньютона и инерциальными системами отсчёта. Салмон описал некоторые вариации этого возражения с использованием сохранения импульса, из которого следует, что два одинаковых тела в одном и том же месте, которые одинаково ускоряются в противоположных направлениях, должен двигаться с одинаковой односторонней скоростью. Аналогичным образом Оганян утверждал, что инерциальные системы отсчёта определены так, что законы движения Ньютона сохраняются в первом приближении. Поэтому, поскольку законы движения предсказывают изотропные односторонние скорости движущихся с равным ускорением тел, и из-за экспериментов, демонстрирующих эквивалентность между синхронизацией Эйнштейна и медленным переносом часов, представляется необходимым непосредственно измерить, что скорость движения света изотропна в инерциальных системах отсчёта. В противном случае концепция инерциальных систем отсчёта и законов движения должны быть заменены гораздо более сложными версиями, включающими анизотропные координаты.
Однако другие показали, что это принципиально не противоречит договорённости об односторонней скорости света. Салмон (Salmon) утверждал, что сохранение импульса в его стандартной форме предполагает с самого начала изотропную одностороннюю скорость движущихся тел. Таким образом, он включает практически то же соглашение, что и в случае изотропной односторонней скорости света, поэтому использование его в качестве аргумента против соглашения о скорости света было бы «зацикливанием». Также в ответ Оганяну Макдональд и Мартинес утверждали, что, хотя законы физики становятся более сложными с нестандартной синхронизацией, они по-прежнему являются рабочим способом описания явлений. Они также утверждали, что нет необходимости определять инерционные системы отсчёта в терминах законов движения Ньютона, поскольку это можно сделать и другими методами. Кроме того, Айер и Прабху различали «изотропные инерциальные системы отсчёта» со стандартной синхронизацией и «анизотропные инерциальные системы отсчёта» с нестандартной синхронизацией.

## Эксперименты, которые, как кажется, измеряют одностороннюю скорость света

### Эксперименты, которые утверждали, что используют односторонний световой сигнал

#### Эксперимент Грейвиса, Родригеса и Руиса-Камачо
В октябрьском выпуске «Американского физического журнала» в октябре 2009 года Грейвис, Родригес и Руис-Камачо (Greaves, Rodriguez and Ruiz-Camacho) сообщили о новом методе измерения односторонней скорости света. В выпуске журнала «American Journal of Physics» за июнь 2013 года Ханкинс, Раксон и Ким (Hankins, Rackson, Kim) повторили эксперимент Грейвиса (Greaves), получив одностороннюю скорость света с большей точностью. Эксперимент с большей точностью доказывает, что задержка сигнала в обратном пути к измерительному устройству постоянна и не зависит от конечной точки траектории света, что позволяет измерить одностороннюю скорость света.
Дж. Финкельштейн (J. Finkelstein) показал, что эксперимент Грейвиса фактически измеряет двустороннюю скорость света.
В ноябрьском номере «Индийского журнала физики» Ахмед (Ahmed) и др. опубликовал всесторонний обзор односторонних и двухсторонних экспериментов для проверки изотропии скорости света.

### Эксперименты, в которых свет следует по однонаправленному пути

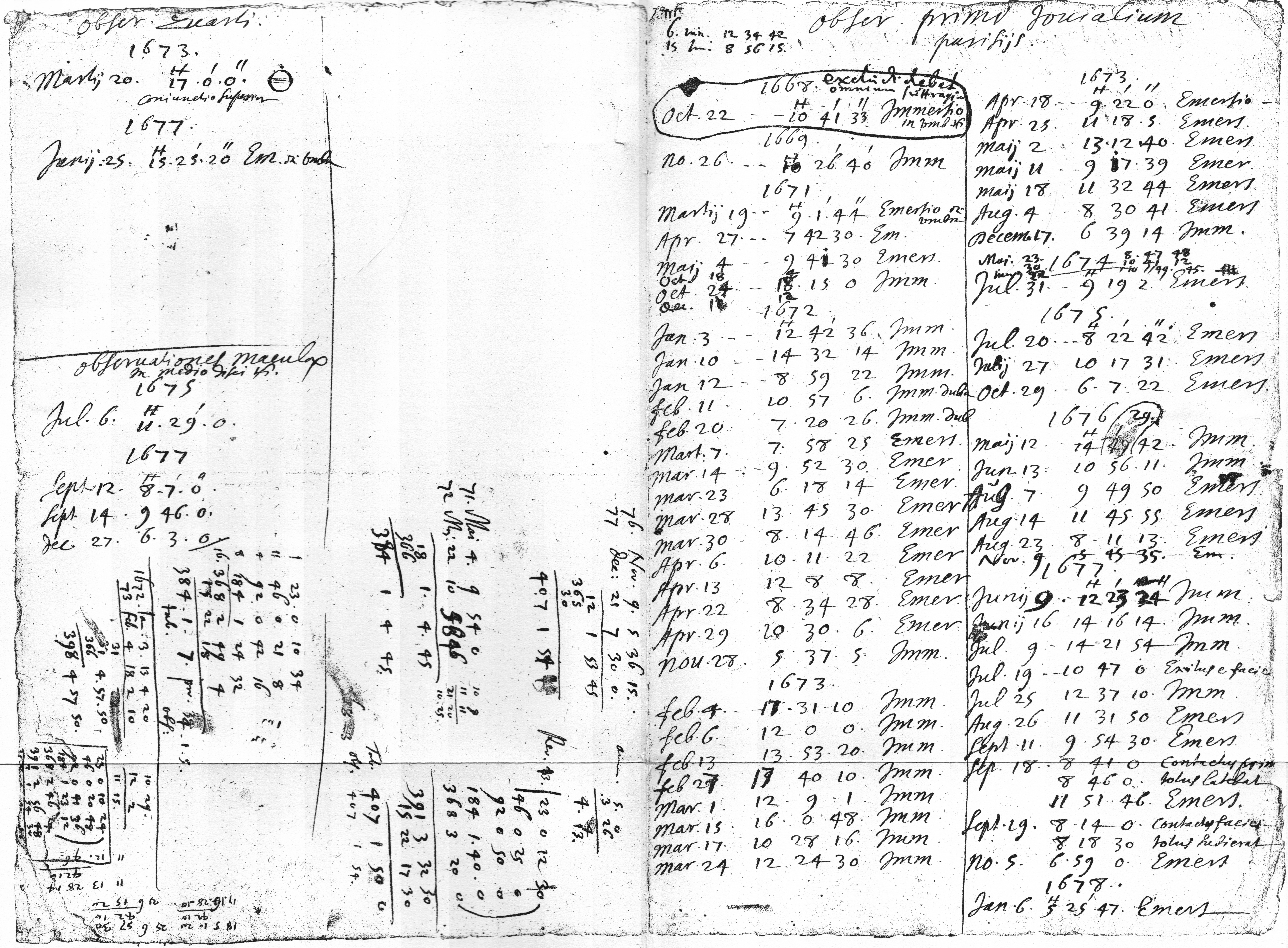
Список затмений луны Юпитера Ио, который лёг в основу открытия Оле Рёмера о конечной скорости света.

Многие эксперименты, предназначенные для измерения односторонней скорости света или их варианты, выполнялись (и иногда до сих пор выполняются) так, что свет следует по однонаправленному пути. Заявлялось, что эти эксперименты измеряют одностороннюю скорость света независимо от соглашения о синхронизации часов, но было показано, что фактически все они измеряют двустороннюю скорость света, поскольку они согласуются с обобщёнными преобразованиями Лоренца, включая синхронизацию с разными односторонними скоростями на базе изотропной двухсторонней скорости света.
Эти эксперименты также подтверждают соглашение между синхронизацией часов медленным переносом и синхронизацией Эйнштейна. Хотя некоторые авторы утверждали, что этого достаточно, чтобы продемонстрировать изотропность односторонней скорости света, было показано, что такие эксперименты не могут каким-либо значимым образом измерить (ани)изотропию односторонней скорости света, до тех пор пока инерциальные системы отсчёта и координаты не определены с самого начала, так что пространственные и временные координаты, а также медленный перенос часов, могут быть описаны изотропно. Независимо от этих разных интерпретаций наблюдаемое соглашение между этими типами синхронизации является важным предсказанием специальной теории относительности, поскольку для этого требуется, чтобы переносимые часы подвергались замедлению времени (которое само зависит от синхронизации) при наблюдении из другой системы отсчёта.

#### Эксперимент JPL
Этот эксперимент, проведённый в 1990 году Лабораторией реактивного движения НАСА, измерил время пролёта световых сигналов через волоконно-оптическую линию связи между двумя водородными мазерными часами. В 1992 году результаты эксперимента были проанализированы Уиллом Клиффордом (Will Clifford), который пришёл к выводу, что эксперимент действительно измерял одностороннюю скорость света.
В 1997 году эксперимент был повторно проанализирован Чжан (Zhang), который показал, что на самом деле измерялась двусторонняя скорость.

#### Измерение Рёмера
Первое экспериментальное определение скорости света было сделано О. Рёмером. Может показаться, что этот эксперимент измеряет время прохождения светом части земной орбиты и, таким образом, измеряет его одностороннюю скорость. Однако этот эксперимент был тщательно проанализирован Чжаном, который показал, что эксперимент не измеряет скорость независимо от схемы синхронизации часов, а фактически использует систему Юпитера в качестве медленно перемещаемых часов для измерения времени прохождения света.
Австралийский физик Карлов также показал, что Рёмер фактически измерил скорость света, неявно сделав предположение о равенстве скоростей света в одну и другую стороны.

#### Другие эксперименты, сравнивающие синхронизацию Эйнштейна с синхронизацией медленным переносом часов
| Эксперимент                                   | Год  | | {\displaystyle \Delta c/c}         |
| --------------------------------------------- | ---- | --- | ---------------------------------- |
| Роторный эксперимент Мёссбауэера (Moessbauer) | 1960 | Гамма-излучение отправлялось с задней стороны вращающегося диска в его центр. Ожидалось, что анизотропия скорости света приведёт к допплеровским сдвигам.              | {\displaystyle <3\times 10^{-8}}   |
| Вессот (Vessot) и др.                         | 1980 | Сравнение времени пролёта сигнала восходящей и нисходящей линий Gravity Probe A.                                                                                       | {\displaystyle \sim 10^{-8}\!}     |
| Риис (Riis) и др.                             | 1988 | Сравнение частоты двухфотонного поглощения в пучке быстрых частиц, направление которого изменилось относительно неподвижных звёзд, с частотой покоящегося поглотителя. | {\displaystyle <3\times 10^{-9}}   |
| Нельсон (Nelson) и др.                        | 1992 | Сравнение частот импульсов водородного мазера и импульсов лазерного излучения. Длина пути составляла 26 км                                                             | {\displaystyle <1.5\times 10^{-6}} |
| Вульф и Петит (Wolf, Petit)                   | 1997 | Сравнение часов между водородными мазерными часами на земле и цезием и рубидиевыми часами на борту 25 GPS спутников.                                                   | {\displaystyle <5\times 10^{-9}}   |

## Эксперименты, которые можно сделать на односторонней скорости света

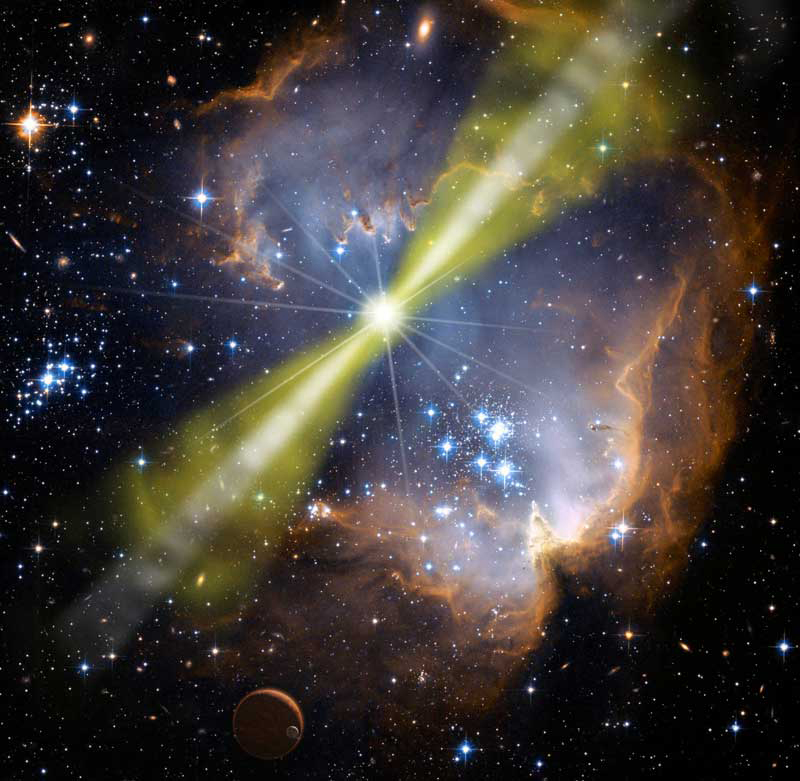
Иллюстрация художником яркого гамма всплеска. Измерения на свете от таких объектов показывают, что односторонняя скорость света не меняется с частотой.

Хотя эксперименты не могут быть выполнены, когда односторонняя скорость света измеряется независимо от любой схемы синхронизации часов, можно провести эксперименты, которые измеряют изменение односторонней скорости света, обусловленное, например, движением источника. Таким экспериментом является эксперимент де Ситтера по наблюдении за двойными звёздами (1913), окончательно повторённым в рентгеновском спектре К. Брешером в 1977 году; или наземный эксперимент Альвагера и др. (1963); которые показывают, что при измерении в инерциальной системе отсчёта односторонняя скорость света не зависит от движения источника в пределах экспериментальной точности. В таких экспериментах часы могут синхронизироваться любым удобным способом, поскольку измеряется только изменение скорости света.
Наблюдения за приходом излучения от далёких астрономических событий показали, что односторонняя скорость света не меняется с частотой, то есть нет вакуумной дисперсии света. Аналогично, различия в одностороннем распространении левого и правого фотонов, ведущее к вакуумному двойному лучепреломлению, были исключены наблюдением одновременного прибытия света от далёких звёзд. Для текущих ограничений на оба эффекта, которые часто анализируются с помощью расширения стандартной модели, см. «вакуумная дисперсия» и «вакуумное двойное лучепреломление» в разделе современные поиски нарушений лоренц-инвариантности.

## Эксперименты по двусторонней и односторонней скорости с использованием расширения стандартной модели
.
В то время как эксперименты, описанные выше, были проанализированы с помощью обобщённых преобразований Лоренца, как и в теория Робертсона-Мансури-Секла, многие современные тесты основаны на расширении стандартной модели . Эта теория испытаний включает в себя все возможные нарушения лоренц инвариантности не только специальной теории относительности, но и стандартной модели и общей теории относительности. Что касается изотропии скорости света, то описываются как двусторонние, так и односторонние ограничения с использованием коэффициентов (матрицы 3x3):
- {\displaystyle {\tilde {\kappa }}_{e-}}, представляющий анизотропные сдвиги в двусторонней скорости света[46][47],
- {\displaystyle {\tilde {\kappa }}_{o+}}, представляющие анизотропные различия в односторонней скорости встречных пучков вдоль оси[46][47],
- {\displaystyle {\tilde {\kappa }}_{tr}}, представляющий изотропные (независимые от ориентации) сдвиги в односторонней фазовой скорости света[48].

С 2002 года были проведены (и проводятся до сих пор) серии экспериментов по тестированию всех этих коэффициентов с использованием, например, симметричного и асимметричного оптического резонатора. В пределах {\displaystyle {\tilde {\kappa }}_{e-}=\scriptstyle (-0.31\pm 0.73)\times 10^{-17}}, {\displaystyle {\tilde {\kappa }}_{o+}=\scriptstyle 0.7\pm 1\times 10^{-14}}, и {\displaystyle {\tilde {\kappa }}_{tr}=\scriptstyle -0.4\pm 0.9\times 10^{-10}} никаких нарушений лоренц инвариантности не наблюдается по состоянию на 2013 год. Подробности и источники см. в Современные поиски нарушения лоренц инвариантности..
Однако частично условный характер этих величин был продемонстрирован Аланом Костелецким и др., указывая, что такие изменения скорости света могут быть устранены подходящими преобразованиями координат и переопределениями полей. Хотя это не устраняет нарушения лоренц инвариантности как таковое, поскольку такое переопределение только переносит нарушение лоренц инвариантности из сектора фотонов в сектор материи SME, поэтому эти эксперименты остаются действительными проверками нарушения лоренц-инвариантности. Есть односторонние коэффициенты SME, которые нельзя переопределить в другие сектора, поскольку различные световые лучи с одного и того же расстояния расположены непосредственно друг с другом, см. предыдущий раздел.

## Теории, в которых односторонняя скорость света не равна двусторонней скорости

### Теории, эквивалентные специальной теории относительности

#### Теория эфира Лоренца

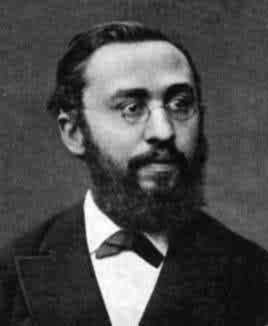
alt = alt text

В 1904 и 1905 годах Хендрик Лоренц и Анри Пуанкаре предложили теорию, объясняющую отрицательный результат эксперимента Майкельсона-Морли через влияние движения через эфир на длину физических объектов и скорость, с которой идут часы. Из-за движения через эфир объекты должны были уменьшаться вдоль направления движения, а часы — замедляться. Таким образом, в этой теории медленно перемещаемые часы не остаются синхронизированными, хотя это нельзя пронаблюдать. Уравнения, описывающие эту теорию, известны как преобразования Лоренца. В 1905 году эти преобразования стали основными уравнениями специальной теории относительности Эйнштейна, которые предлагали одни и те же результаты без ссылки на эфир.
В этой теории из-за движения наблюдателя через эфир односторонняя скорость света равна двухсторонней скорости только в системе отсчёта эфира и не равна в других системах отсчёта. Однако различие между односторонней и двухсторонней скоростью света никогда не может наблюдаться из-за действия эфира на часы и длины. Поэтому в этой модели также используется конвенция Пуанкаре-Эйнштейна, что делает одностороннюю скорость света изотропной во всех системах отсчёта.
Несмотря на то, что эта теория является экспериментально неотличимой от специальной теории относительности, теория Лоренца больше не используется по причинам философского предпочтения и из-за развития общей теории относительности.

#### Обобщения преобразований Лоренца с анизотропными односторонними скоростями
Схема синхронизации, предложенная Райхенбахом и Грюнбаумом, которую они назвали ε-синхронизацией, получила дальнейшее развитие такими авторами, как Эдвардс (1963) Winnie (1970), Андерсон и Стедман (1977), которые переформулировали преобразование Лоренца без изменения его физических предсказаний. Например, Эдвардс заменил постулат Эйнштейна о том, что односторонняя скорость света постоянна, при измерении в инерциальной системе с постулатом:
Двусторонняя скорость света в вакууме, измеренная в двух (инерциальных) системах отсчёта, движущихся с постоянной относительной скоростью, одинакова независимо от любых допущений относительно односторонней скорости.
Таким образом, средняя скорость туда-обратно остаётся экспериментально проверяемой двухсторонней скоростью, тогда как односторонняя скорость света в противоположных направлениях может быть:
{\displaystyle c_{\pm }={\frac {c}{1\pm \kappa }}.}
где κ может иметь значения от 0 до 1. В пределе, когда κ приближается к 1, свет может распространяться в одном направлении мгновенно, а в другом — затратив полное время пути. Следуя Эдвардсу и Винни, Андерсон и др. сформулировали обобщённые преобразования Лоренца для произвольной формы:
{\displaystyle {\begin{aligned}d{\tilde {t}}'=&{\tilde {\gamma }}\left[1+\kappa \cdot {\tilde {\mathbf {v} }}/c-\kappa '\cdot {\tilde {\mathbf {v} }}'/c\right]d{\tilde {t}}-\left(\kappa '+{\tilde {\gamma }}{\tilde {\mathbf {v} }}'\right)\cdot d{\tilde {\mathbf {x} }}/c\\&-\left[{\tilde {\gamma }}\left(1+\kappa \cdot {\tilde {\mathbf {v} }}/c\right)-1\right]{\frac {\kappa '\cdot {\tilde {\mathbf {v} }}}{{\tilde {\mathbf {v} }}^{2}c}}{\tilde {\mathbf {v} }}\cdot d{\tilde {\mathbf {x} }}+{\tilde {\gamma }}\kappa \cdot {\tilde {\mathbf {v} }}\left(\kappa \cdot d{\tilde {\mathbf {x} }}\right)/c,\\d{\tilde {\mathbf {x} }}'=&-{\tilde {\gamma }}{\tilde {\mathbf {v} }}d{\tilde {t}}+d{\tilde {\mathbf {x} }}+\left[{\tilde {\gamma }}\left(1+\kappa \cdot {\tilde {\mathbf {v} }}/c\right)-1\right]{\frac {{\tilde {\mathbf {v} }}\cdot d\mathbf {x} }{{\tilde {\mathbf {v} }}^{2}}}{\tilde {\mathbf {v} }}-{\tilde {\gamma }}{\tilde {\mathbf {v} }}\left(\kappa \cdot d{\tilde {\mathbf {x} }}\right)/c,\\{\tilde {\gamma }}=&\gamma \left(1-\kappa \cdot \mathbf {v} /c\right),\\{\tilde {\mathbf {v} }}=&{\frac {\mathbf {v} }{1-\kappa \cdot \mathbf {v} /c}},\end{aligned}}}
(где κ и κ 'являются векторами синхронизации в системах отсчёта S и S' соответственно). Это преобразование показывает, что односторонняя скорость света условна во всех системах отсчёта, оставляя инвариантной двустороннюю скорости. При κ = 0 получаем синхронизацию Эйнштейна, которая приводит к стандартному преобразованию Лоренца. Как показано Эдвардсом, Винни и Мансури-Секлом, путём подходящей перегруппировки синхронных параметров может быть достигнута даже какая-то «абсолютная одновременность», чтобы смоделировать основное предположение теории эфира Лоренца. То есть в одной системе отсчёта односторонняя скорость света выбирается как изотропная, а во всех остальных системах отсчёта принимает значение этой «предпочтительной» системы отсчёта через «внешнюю синхронизацию».
Все предсказания, полученные из такого преобразования, экспериментально неотличимы от всех стандартных преобразований Лоренца; разница заключается только в том, что время выбранных часов отличается от Эйнштейновского в соответствии с расстоянием в определённом направлении.